# Abu Kalkal
Abu Kalkal (arab. أبو قلقل)) – miejscowość w Syrii, w muhafazie Aleppo, w poddystrykcie Abu Kalkal. W 2004 roku liczyła 2742 mieszkańców.